# Epiphryne citrinata
Epiphryne citrinata är en fjärilsart som beskrevs av W. Warren 1903. Epiphryne citrinata ingår i släktet Epiphryne och familjen mätare. Inga underarter finns listade i Catalogue of Life.